# Futbol Club Llevant Les Planes
El Futbol Club Llevant Les Planes és un club de futbol català de la ciutat de Sant Joan Despí, fundat l'any 1983.
Fruit de la fusió del Rayo Planense i de la UP Bética, la millor època de l'equip masculí fou als anys 90 quan milità a Primera Catalana. El club juga els seus partits al Camp Municipal de Les Planes i disposa de diversos equips de futbol base.
Considerat com una de les entitats pioneres a Catalunya en la formació de jugadores de futbol, l'equip femení va competir dues temporades a la Divisió d'Honor espanyola (2012-2014) i aconseguí l'ascens la temporada 2021-22. L'estiu de 2024 l'equip femení es traslladà a la ciutat de Badalona, canviant el nom pel de FC Llevant Badalona.

## Temporades futbol femení
| Temporada | Divisió       | Pos. | Copa de la Reina |
| --------- | ------------- | ---- | ---------------- |
| 2007–08   | 3a (Gr. ?)    | 1r   |                  |
| 2008–09   | 2a (Gr. 3)    | 13é  |                  |
| 2009–10   | 3a (Gr. ?)    | 1r   |                  |
| 2010–11   | 2a (Gr. 3)    | 3r   |                  |
| 2011–12   | 2a (Gr. 3)    | 1r   |                  |
| 2012–13   | 1a            | 11é  |                  |
| 2013–14   | 1a            | 16é  |                  |
| 2014–15   | 2a (Gr. 3)    | 1r   |                  |
| 2015–16   | 2a (Gr. 3)    | 3é   |                  |
| 2016–17   | 2a (Gr. 3)    | 11é  |                  |
| 2017–18   | 2a (Gr. 3)    | 12é  |                  |
| 2018–19   | Pref. Cat.    | 1é   |                  |
| 2019–20   | 3a (Gr. 3)    | 4t   |                  |
| 2020–21   | 3a (Gr. 3)    |      |                  |
| 2021–22   | 2a (Gr. Nord) | 1r   | 1a ronda         |
| 2022–23   | 1a            | 11é  | 2a ronda         |
| 2023–24   | 1a            | 13é  | vuitens          |